# Jean de Dalyatha
Jean de Dalyatha est un auteur mystique chrétien de langue syriaque, appartenant à l'Église d'Orient, et ayant vécu au VIIIe siècle.

## Sources
L'identification de cet auteur a posé problème. L'œuvre, constituée traditionnellement de vingt-neuf homélies, cinquante-et-une lettres, de huit « centuries » (séries de « sentences » groupées par cent) et de quelques autres écrits courts, a été transmise par des manuscrits dont les plus anciens datent des XIIe et XIIIe siècles, et qui appellent l'auteur « Mar Yohannan Saba », c'est-à-dire « Jean l'Ancien ». À partir du XVe siècle, ce « Jean l'Ancien » a été identifié, soit à Jean de Dalyatha, soit à Jean bar Penkayé. Les travaux modernes de Robert Beulay et de Brian Colless ont écarté la seconde hypothèse. D'autre part, les contours de l'œuvre ont été précisés : deux homélies attribuées anciennement à Isaac de Ninive ont été transférées à Jean de Dalyatha ; deux lettres assignées à celui-ci (les 48e et 49e) et la majorité de ses « centuries » (sauf une et demie) seraient en fait de Joseph Hazzaya ; quant aux écrits courts, l'authenticité de plusieurs d'entre eux est très douteuse.
Jean de Dalyatha est connu par les sources suivantes : le Livre de la chasteté d'Ichodenah, métropolite de Bassorah (IXe siècle), un recueil de cent-quarante notices sur des moines et écrivains religieux (no 126 dans l'édition de J.-B. Chabot, no 127 dans celle de P. Bedjan) ; une notice anonyme sur sa vie retrouvée dans un manuscrit de Mardin (bibliothèque du Patriarcat jacobite) daté de 1472 ; un passage d'un hymne anonyme sur les saints ; un extrait de la Collection des canons de l'Église syro-nestorienne, et un autre du Nomocanon d'Ébedjésus de Nisibe, qui mentionnent tous deux Jean de Dalyatha parmi les trois auteurs condamnés en 790 par un synode présidé par le catholicos Timothée Ier ; un passage de l'Ordo judiciorum ecclesiasticorum du même Ébedjésus de Nisibe, signalant la réhabilitation des trois auteurs par un autre synode après l'avènement du catholicos Icho bar Noun en 823 ; un passage du Catalogue des livres ecclésiastiques du même auteur, signalant que « Jean de Dalyatha écrivit lui aussi deux livres (les homélies et les « centuries » ?) ainsi que des lettres pleines de componction sur la vie religieuse ».

## Biographie
Jean naquit dans le village d'Ardamut (aujourd'hui Al-Kawasha), à une trentaine de kilomètres à vol d'oiseau du mont Qardu, au nord de la région appelée en syriaque Beth Nuhadra. Il reçut dans l'église de son village l'instruction dispensée en principe à l'époque « à tous les fils des chrétiens » : la lecture et l'explication des Psaumes, puis celles des Évangiles et des Épîtres de saint Paul, enfin celles des passages de l'Ancien Testament utilisés dans la liturgie des dimanches et fêtes. Les jeunes hommes aspirant au sacerdoce ou à la vie monastique recevaient un enseignement supplémentaire portant principalement sur les commentaires bibliques d'Éphrem de Nisibe et de Théodore de Mopsueste.
Très tôt, Jean s'astreignit aux jeûnes et aux veilles. Il se rendait chaque semaine au couvent fondé au VIIe siècle par Mar Afnimaran et situé à vingt-deux kilomètres de son village, au pied d'un éperon rocheux sur la face sud de la montagne Ba Nuhadra. Afnimaran avait été de son vivant taxé de messalianisme et chassé de son couvent précédent ; du temps des visites de Jean vivait encore dans l'établissement qu'il avait fondé son disciple et collaborateur Maran Zeka, qui devint évêque de Hedatta en 741.
Jean revêtit l'habit monacal dans le couvent de Mar Yuzadaq, situé près du mont Qardu, de l'autre côté de la montagne Ba Nuhadra, et fondé au temps du catholicos Mar Ichoyahb II. Cet établissement était alors dirigé par le « bienheureux Étienne », autre disciple de Mar Afnimaran. Étienne, non autrement connu, avait eu également pour maître spirituel Jacques le Voyant (Yacoub Hazzaya), dont on sait par ailleurs qu'étant jeune novice, il ravit l'assistance comme chanteur, au monastère de Beth'Abhé, lors d'une visite qu'y fit le catholicos Mar Ichoyahb III au début de son pontificat (649). Cette indication chronologique permet de situer très vraisemblablement le noviciat de Jean de Dalyatha au début du VIIIe siècle (710/720 ?), et de le faire naître vers 690.
Le noviciat durait une cinquantaine de jours ; il était suivi d'une période de vie communautaire (cœnobium) qui, au couvent de Mar Yuzadaq, durait au moins sept ans. Jean avait deux frères, moines en même temps que lui dans ce couvent, et qui tentaient d'alléger les jeûnes excessifs qu'il s'infligeait.
Après sa période de cœnobium, Jean partit vivre dans la solitude « dans la montagne de Beth Dalyatha », lieu non identifié (Ṭurā da-Dalyāthā signifie en syriaque le « Mont des Sarments », peut-être une étymologie populaire d'un toponyme), mais désignant un lieu très élevé et escarpé, à une certaine distance du mont Qardu, sans doute dans la direction du nord ou de l'est. Il s'y serait nourri de grappes cueillies sur des sarments de vigne, mais il s'agit peut-être d'une légende forgée sur le toponyme. C'est dans cette solitude qu'il composa au moins une partie de ses écrits (notamment ses lettres).
Dans sa vieillesse, après une très longue période d'érémitisme, il « revint habiter les montagnes du Qardu », à la topographie sans doute plus adaptée à son grand âge. Mais à son corps défendant, lui qui voulait mourir dans la solitude, il attira autour de lui d'autres moines qui recherchaient sa compagnie. Sous sa direction, ils restaurèrent l'ancien couvent d'un certain Jacques le Moine (Yacoub Abila), et il finit sa vie supérieur de couvent, parvenu à un âge avancé. Il était probablement mort quand il fut condamné par le synode de 790, et on peut avec vraisemblance situer son décès vers 780.

## Œuvre
La distinction entre les deux parties principales de l'œuvre, les « homélies » et les « lettres » (en syriaque memré et eggrāthā), est imposée par la tradition manuscrite, mais n'est pas toujours clairement fondée ; il arrive d'ailleurs que certains textes changent de catégorie dans certains manuscrits (la lettre 18, dite Règle des frères commençants ; la lettre 43, Sur la pénitence ; la lettre 50, Sur le souvenir de Dieu ; la lettre 51, Sur la vision de Dieu). Les textes des deux catégories sont faits de prières, de témoignages d'expériences personnelles ou venant d'autres ascètes, d'exhortations, de conseils sur la vie monastique, de digressions diverses. Cependant, le ton des « lettres » est en général plus direct et plus intime que celui des « homélies ».
Les préoccupations de Jean de Dalyatha sont essentiellement mystiques et très peu dogmatiques : appartenant à l'Église nestorienne, il est devenu tout aussi bien un auteur de référence pour l'Église jacobite (monophysite), à tel point que la tradition manuscrite est exclusivement jacobite (même situation que pour Isaac de Ninive). La seule altération notable des textes, sans conséquence sur la pensée de l'auteur, est l'ajout systématique du qualificatif « Mère de Dieu » quand il est question de la Vierge Marie. 
D'autre part, l'ensemble de l'œuvre a été traduit en arabe au XIIe ou au XIIIe siècle et introduit sous cette forme dans la tradition de l'Église copte ; de là, au XVIe siècle fut réalisée une version éthiopienne.
Jean de Dalyatha fut contemporain de Joseph Hazzaya. « Avec ce dernier et avec Jean de Dalyatha la mystique nestorienne atteint ses sommets : avec Joseph pour sa technicité, avec Jean pour sa luminosité profonde », écrit Robert Beulay. Les auteurs des siècles antérieurs qui ont le plus influencé cette mystique sont Grégoire de Nysse (avec lequel Jean de Dalyatha a des affinités particulières selon R. Beulay), Évagre le Pontique, le Pseudo-Macaire, Jean le Solitaire d'Apamée (qui l'a beaucoup moins marqué qu'il ne l'a fait pour Joseph Hazzaya), et le Pseudo-Denys l'Aréopagite.

## Éditions
- La collection des Lettres de Jean de Dalyatha (texte critique, traduction française, introduction et notes par Robert Beulay, o.c.d.), Patrologia Orientalis, t. XXXIV, fasc. 3 (no 180), 1978.
- Robert Beulay, L'enseignement spirituel de Jean de Dalyatha : mystique syro-oriental du VIIIe siècle, Beauchesne Editions, 1997, 523 p. (ISBN 978-2-7010-1191-2)
- Les homélies I-XV/Jean de Dalyatha (texte critique, traduction française, introduction et notes par Nadira Khayyat), coll. « Sources syriaques », Centre d'études et de recherches orientales, Université Antonine, Antélias (Beyrouth), 2007.
- Michel Nicolas, La Version arabe de la collection des lettres de Jean de Dalyatha, Publibook ; Religion édition, 2013, 282 p. (ISBN 978-2-3420-0598-1)
- Michel Nicolas, La Version éthiopienne de la collection des lettres de Jean de Dalyatha dit « Aragawi Manfasawi », Publibook, 2016, 274 p. (ISBN 978-2-3420-5181-0)
- Robert Beulay, JEAN DE DALYATHA, ermite nestorien, du 8e siècle, Beauchesne Éditeur, coll. « Dictionnaire de spiritualité », 2017, Format Kindle (ASIN B07TNSFVKM)